# Juan N. Guerra
Juan Nicasio Guerra Ochoa (Culiacán, Sinaloa; 26 de noviembre de 1954) es un político mexicano, que fue miembro del extinto Partido de la Revolución Democrática desde1989 hasta 2024, ha sido en tres ocasiones diputado federal y desde el 1 de enero de 2011 al 31 de diciembre de 2016 se desempeñó como secretario de Agricultura, Ganadería y Pesca de Sinaloa.
Es licenciado en Derecho y tiene una maestría y un doctorado en Psicoterapia, fue miembro de la Liga Comunista 23 de Septiembre, del Partido Patriótico y Revolucionario, del Partido Socialista Unificado de México, del Partido Mexicano Socialista del que fue miembro de la dirección nacional y fundador del Partido de la Revolución Democrática, ha sido Presidente del PRD en Sinaloa de 1993 a 1994, secretario de Asuntos Electorales del Comité Ejecutivo Nacional de 2002 a 2004 y representante del partido ante el Instituto Federal Electoral de 2004 a 2005.
Fue elegido diputado federal en tres ocasiones, plurinominal a la LIV Legislatura de 1988 a 1991 y a la LVI Legislatura de 1994 a 1997 y por el VII Distrito Electoral Federal del Distrito Federal a la LX Legislatura de 2006 a 2009.
En 1997, fue nombrado por Cuauhtémoc Cárdenas Solórzano como Director Jurídico y de Gobierno del Distrito Federal y en 1998 como Delegado en Milpa Alta. En 2006, fue mencionado como uno de los probables coordinadores del grupo parlamentario del PRD, cargo que finalmente ocupó Javier González Garza.
El 1 de enero de 2011 fue designado como Secretario de Agricultura, Ganadería y Pesca de Sinaloa por el gobernador Mario López Valdez.